# Aulo Hostílio Mancino
Aulo Hostílio Mancino (em latim: Aulus Hostilius Mancinus) foi um político da gente Hostília da República Romana eleito cônsul em 170 a.C. com Aulo Atílio Serrano. Teve dois filhos: Aulo Hostílio Mancino, que foi edil curul em 151 a.C. e Caio Hostílio Mancino, cônsul em 137 a.C..

## Consulado (170 a.C.)

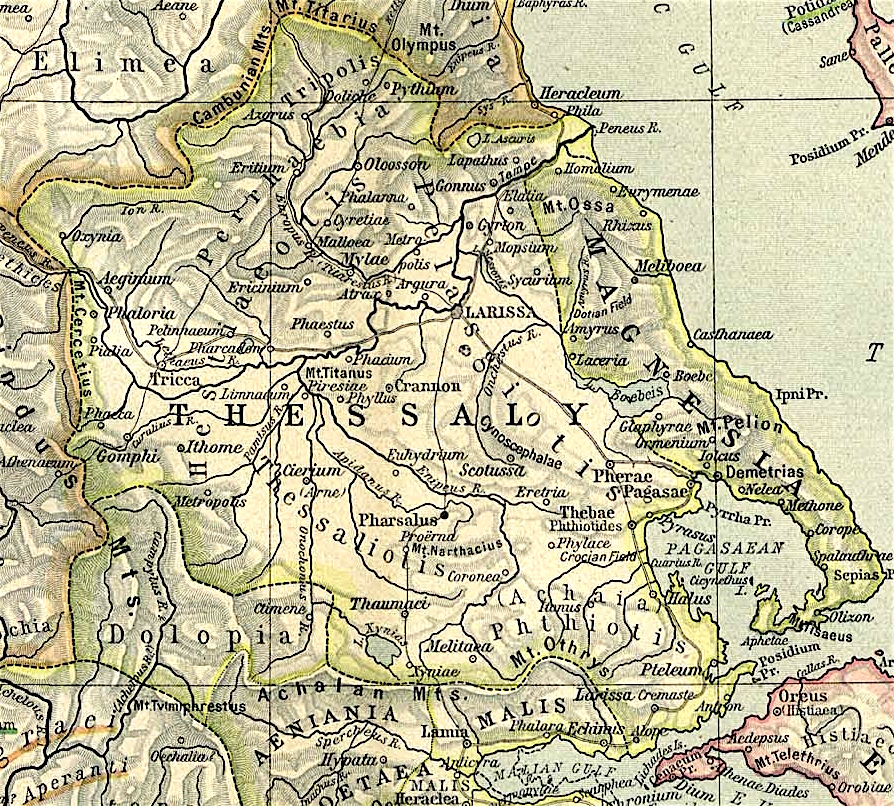
Mapa da Tessália, o teatro de operações de Mancino durante a Terceira Guerra Macedônica.

Antes de ser eleito cônsul em 170 a.C. com Aulo Atílio Serrano, Mancino já havia sido pretor urbano em 180 a.C. Na época, Roma estava envolvida na Terceira Guerra Macedônica, contra o rei Perseu, e Hostílio recebeu o comando das forças romanas na Macedônia das mãos do cônsul anterior, Públio Licínio Crasso. Não se sabe muito sobre suas campanhas, pois o relato de Lívio para este período está incompleto. É provável que ele tenha adotado uma tática defensiva e sabe-se com certeza que, no início de 169 a.C., depois de ter invernado na Tessália, Mancino, depois ser substituído no comando do exército pelo novo cônsul, Quinto Márcio Filipo e como procônsul, tentou invadir a Macedônia, Hostílio decidiu abandonar a Tessália e Márcio atacar a própria Macedônia. Iniciou então uma marcha para o norte chegando, depois de cerca de dez dias, na região montanhosa da Perrébia, na fronteira da Macedônia coma Tessália, ocupando as cidades de Azoro e Dolique. Dali, decidiu seguir até as cidades na costa do mar Egeu, passando pela zona montanhosa do monte Olimpo. Depois de alguns dias escalando por um terreno acidentado, os soldados chegaram ao passo de Lápato, onde estavam 12 000 soldados macedônios comandados pelo general Hípias, enviado por Perseu para defender seu território. Os romanos atacaram por dois dias, mas o passo era muito estreito, favorecendo a defesa. Márcio, considerando que já havia perdido muito tempo tentando a passagem por ali e sabendo que suas reservas não durariam muito mais, decidiu tentar passar por uma outra estrada e, depois de quatro dias de uma difícil travessia, chegou à costa de Heracleu e Libetra.
Por não ter sido o mentor de nenhuma ação militar importante, Aulo Hostílio passou para a história pela forma com que manteve a ordem e a eficiência de seus soldados e também pela absoluta correção com que lidava com os aliados de Roma.
É possível que tenha sido ele a promulgar a Lex Hostilia, que protegia o patrimônio dos ausentes por estarem prisioneiros do inimigo ou à serviço do estado romano.